# Isla Friendship
La Isla Friendship es un mito urbano sobre una supuesta isla localizada al oeste del mar de Chile, en el archipiélago de Chiloé. No se ha encontrado ninguna prueba de su existencia. Junto al Caso Cabo Valdés es uno de los eventos ufológicos más famosos de Chile, pese a que originalmente la historia de la isla Friendship no tenía ninguna relación con alienígenas.
Diversas personas la han identificado con la isla Kent, en Aysén, debido a que parte de ella se sumerge con la marea. Sin embargo, y debido a la falta de evidencia, y sus características fantásticas, es considerada también como una leyenda urbana, o directamente un bulo. En los medios de prensa chilena es considerada como una isla fantasma.
La Asociación Escéptica de Chile niega la existencia de la isla, calificándola de bulo y rechazando que corresponda a la Isla Kent.
Se rumorea que algunos "Friendship" llamados Mardonez, Ariel y otro Daniel, esto no está confirmado pero según personas que "se comunicaron" con estas especies dicen que estos nombres han sido reconocidos.

## Historia
Durante la década de 1980 diversos radioaficionados de Chile afirmaron mantener contacto con un grupo perteneciente a una congregación religiosa extranjera, asentados en una de las islas del Archipiélago de Chiloé. Su único contacto con el mundo exterior eran la radio y una embarcación, manteniéndose en general alejados del mundo exterior.
Según los relatos de los supuestos visitantes, la isla Friendship se encontraría en la Región de Aysén, entre el archipiélago de los Chonos y el de las Guaitecas. En el interior de la isla existiría además una mina de metales raros, cuya producción permitiría solventar los gastos de la comunidad religiosa. Sus habitantes serían personas de rasgos caucásicos, y muy altos. Por la supuesta raza y carácter religioso de los habitantes de la isla, en un inicio se pensó que se trataba de un grupo de mormones o sacerdotes católicos europeos. Uno de los visitantes fue sometido a hipnosis para corroborar su testimonio. Durante el trance, habló en una lengua extraña y escribió unos caracteres que tras ser analizados por el Centro de Estudios Judaicos de la Universidad de Chile, se determinó que eran caracteres hebreos que solo podía conocer alguien que haya pasado por un curso de hebreo bíblico.
El impacto mediático sobre la existencia de la isla, que alcanzó los principales medios de Chile (incluyendo a TVN), motivó dos expediciones de búsqueda; una con el apoyo y personal de la Armada de Chile y otra privada. Ninguna de ellas logró ubicar a grupos como los descritos.
Durante el Fenómeno de 2012 diversos creyentes de la nueva era y diversas pseudociencias pretendieron organizar expediciones a la zona, todas sin éxito.

## Teorías conspirativas
Dadas las características físicas de los habitantes de la isla, los ufólogos alegan que corresponden a extraterrestres nórdicos. Osvaldo Murray ha alegado que en realidad correspondería a una comunidad de ex jerarcas nazis, similar al caso de Colonia Dignidad.